# エドワード・ブリッシェン
エドワード・ブリッシェン（Edward Blishen、1920年4月29日 - 1996年12月13日）は、20世紀に活動したイギリスの児童文学作家、文学研究者。
1970年にレオン・ガーフィールドとの共著『ギリシア神話物語』（The God Beneath the Sea）でカーネギー賞を受賞。また、チャールズ・ディケンズら作家の伝記や発言集を数多く執筆・編集した。日本語訳された著書には『ギリシア神話物語』の他に神宮輝夫訳『とげのあるパラダイス―現代英米児童文学作家の発言』（偕成社、1982年）がある。
イギリスでは長年、BBCのラジオ4で放送された番組"A Good Read"のプレゼンターを務めたことでも知られている。